# Dastak
Dastak (em persa: دستك) é uma aldeia do distrito rural de Dehgah, situada no condado de Astaneh-ye Ashrafiyeh, na província de Gilan, no Irã. Segundo o censo de 2006, sua população era de 2 015, em 611 famílias.